# Lassina Zerbo

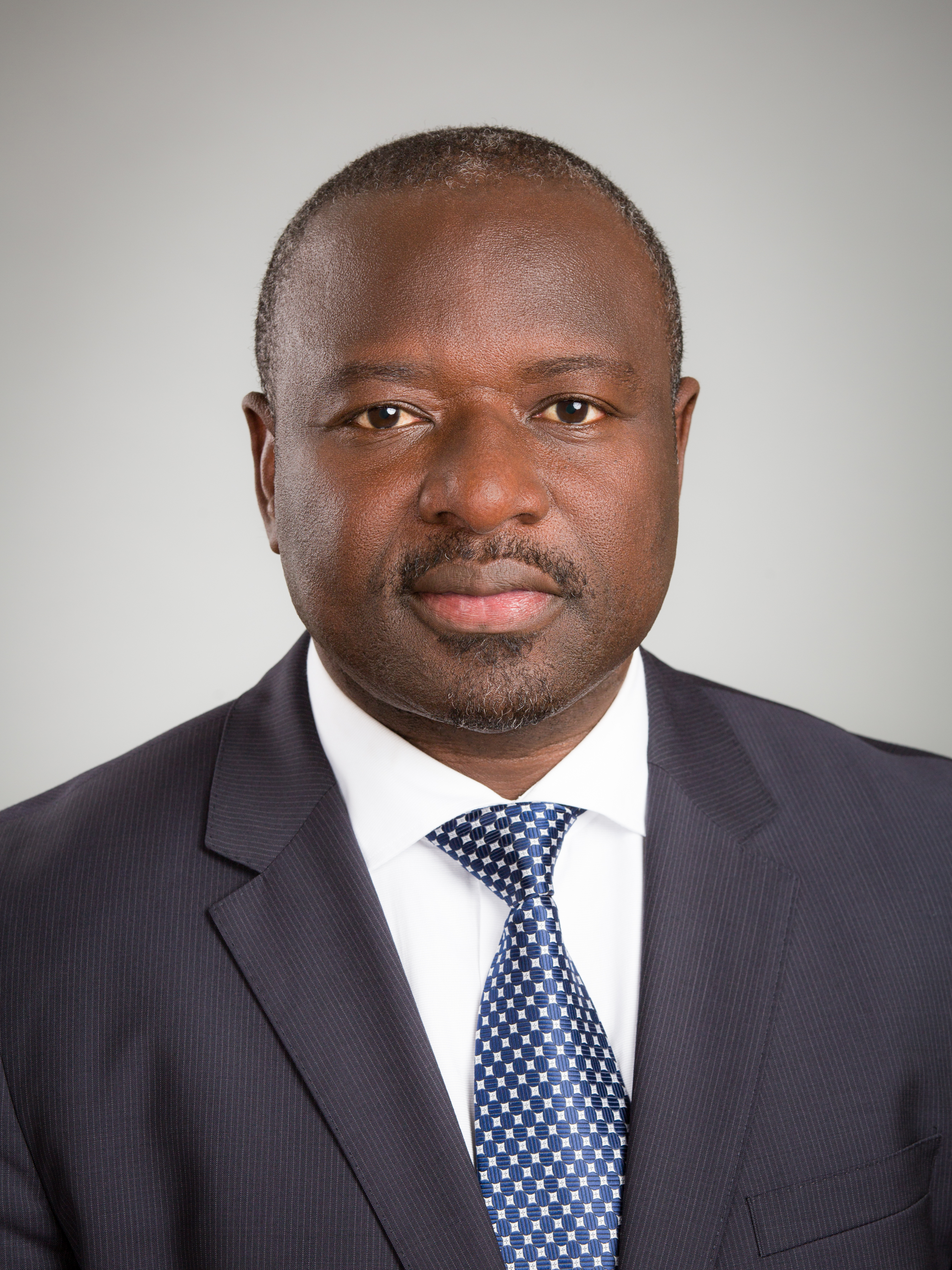
Lassina Zerbo (2013)

Lassina Zerbo (geboren am 10. Oktober 1963 in Burkina Faso) ist ein burkinischer Physiker und Politiker. Von 2013 bis 2021 war er Vorsitzender der CTBTO und von Dezember 2021 bis Januar 2022 zudem Premierminister seines Heimatlandes.

## Berufliche Laufbahn
Zerbo war von 2013 bis 2021 Vorsitzender der CTBTO. Diese Organisation mit ihrem Sitz in Wien hat die Aufgabe, das Inkrafttreten des Kernwaffenteststopp-Vertrags, kurz CTBT, voranzubringen, sowie ein internationales Kontrollsystem aufzubauen, in der Zukunft genutzt werden soll, um die Einhaltung des CTBT durch die unterschreibenden Staaten zu kontrollieren. Da der Vertrag noch nicht vollständig ratifiziert wurde, hat die CTBTO ihre ursprüngliche Arbeit noch nicht aufgenommen. Jedoch wurde das Messnetz der CTBTO schon genutzt um Kernwaffentests zu erkennen. Weiters gibt es eine Reihe von zivilen Anwendungen wie z. B. in der Seismologie.
Am 10. Dezember 2021 wurde Zerbo von Präsident Kaboré zum Premierminister ernannt. Sein Vorgänger Christophe Dabiré war bereits einige Wochen zuvor wegen der weiter anhaltenden Gewalt durch Dschihadisten zurückgetreten. Am 24. Januar 2022 wurde er durch einen Staatsstreich in Burkina Faso, in dessen Zuge das Militär die Macht im Land übernahm, abgesetzt.